# British Academy Film Award/Bester Ton
Der British Academy Film Award: Bester Ton (Best Sound) wird seit 1969 verliehen.
Die unten aufgeführten Filme werden mit ihrem deutschen Verleihtitel (sofern ermittelbar) angegeben, danach folgt in Klammern in kursiver Schrift der fremdsprachige Originaltitel. Die Nennung des Originaltitels entfällt, wenn deutscher und fremdsprachiger Filmtitel identisch sind. Die Gewinner stehen hervorgehoben an erster Stelle.

## 1960er-Jahre
1969
Winston Ryder – 2001: Odyssee im Weltraum (2001: A Space Odyssey)
Simon Kaye – Der Angriff der leichten Brigade (The Charge of the Light Brigade)
Chris Greenham – Der Löwe im Winter (The Lion in Winter)
John Cox, Bob Jones – Oliver
Jirí Pavlik – Liebe nach Fahrplan (Ostře Sledované Vlaky)

## 1970er-Jahre
1970
Don Challis, Simon Kaye – Oh! What a Lovely War
Teddy Mason, Jim Shields – Luftschlacht um England (Battle of Britain)
Ed Scheid – Bullitt
Terry Rawlings – Isadora
Terry Rawlings – Women in Love
1971
Don Hall, David Dockendorf, William Edmondson – Zwei Banditen (Butch Cassidy and the Sundance Kid)
Don Hall, David Dockendorf, Bernard Freericks – MASH
Don Hall, Douglas O. Williams, Don J. Bassman – Patton – Rebell in Uniform (Patton)
Winston Ryder, Gordon K. McCallum – Ryans Tochter (Ryan’s Daughter)
1972
Vittorio Trentino, Giuseppe Muratori – Tod in Venedig (Morte a Venezia)
Les Wiggins, David Hildyard, Gordon K. McCallum – Anatevka (Fiddler on the Roof)
Garth Craven, Peter Handford, Hugh Strain – Der Mittler (The Go-Between)
David Campling, Simon Kaye, Gerry Humphreys – Sunday, Bloody Sunday (Sunday Bloody Sunday)
1973
David Hildyard, Robert Knudson, Arthur Piantadosi – Cabaret
Brian Blamey, John Jordan, Bill Rowe – Uhrwerk Orange (A Clockwork Orange)
Jim Atkinson, Walter Goss, Doug E. Turner – Beim Sterben ist jeder der Erste (Deliverance)
Christopher Newman, Theodore Soderberg – Brennpunkt Brooklyn (The French Connection)
1974
Les Wiggins, Gordon K. McCallum, Keith Grant – Jesus Christ Superstar
Guy Villette, Luis Buñuel – Der diskrete Charme der Bourgeoisie (The Discreet Charm of the Bourgeoisie)
Nicholas Stevenson, Bob Allen – Der Schakal (The Day of the Jackal)
Rodney Holland, Peter Daviesn Bob Jones – Wenn die Gondeln Trauer tragen (Don’t Look Now)
1975
Art Rochester, Nathan Boxer, Michael Evje, Walter Murch – Der Dialog (The Conversation)
Melvin M. Metcalfe Sr., Ronald Pierce – Erdbeben (Earthquake)
Christopher Newman, Jean-Louis Ducarme, Robert Knudson, Fred J. Brown, Bob Fine, Ross Taylor, Ron Nagle, Doc Siegel, Gonzalo Gavira, Hal Landaker – Der Exorzist (The Exorcist)
Alan Soames, Rydal Love, Michael Crouch, John W. Mitchell, Gordon K. McCallum – Gold
1976
William A. Sawyer, James E. Webb, Chris McLaughlin, Richard Portman – Nashville
Jack Fitzstephens, Richard P. Cirincione, Sanford Rackow, Stephen A. Rotter, James Sabat, Dick Vorisek – Hundstage (Dog Day Afternoon)
John R. Carter, Robert L. Hoyt – Der weiße Hai (Jaws)
Les Wiggins, Archie Ludski, Derek Ball, Gordon K. McCallum – Rollerball
1977
Les Wiggins, Clive Winter, Ken Barker – Bugsy Malone
Milton C. Burrow, James E. Webb, Les Fresholtz, Arthur Piantadosi, Rick Alexander – Die Unbestechlichen (All the President’s Men)
Mary McGlone, Robert R. Rutledge, Veronica Selver, Larry Jost, Mark Berger – Einer flog über das Kuckucksnest (One Flew Over the Cuckoo’s Nest)
Greg Bell, Don Connolly – Picknick am Valentinstag (Picnic at Hanging Rock)
1978
Peter Horrocks, Gerry Humphreys, Simon Kaye, Robin O’Donoghue, Les Wiggins – Die Brücke von Arnheim (A Bridge Too Far)
Jack Fitzstephens, Marc Laub, Sanford Rackow, James Sabat, Dick Vorisek – Network
Kay Rose, Michael Colgan, James Fritch, Larry Jost, Richard Portman – New York, New York
Robert J. Glass, Robert Knudson, Marvin I. Kosberg, Tom Overton, Josef von Stroheim, Dan Wallin – A Star Is Born
1979
Sam F. Shaw, Robert R. Rutledge, Gordon Davidson, Gene Corso, Derek Ball, Don MacDougall, Bob Minkler, Ray West, Michael Minkler, Les Fresholtz, Richard Portman, Ben Burtt – Krieg der Sterne (Star Wars)
Gene S. Cantamessa, Robert Knudson, Don MacDougall, Robert J. Glass, Stephen Katz, Frank E. Warner, Richard Oswald, David M. Horton, Sam Gemette, Gary S. Gerlich, Chester Slomka, Neil Burrow – Unheimliche Begegnung der dritten Art (Close Encounters of the Third Kind)
Michael Colgan, Les Lazarowitz, John Wilkinson, Robert W. Glass junior, John T. Reitz – Nur Samstag Nacht (Saturday Night Fever)
Chris Greenham, Gordon K. McCallum, Peter Pennell, Mike Hopkins, Pat Foster, Stan Fiferman, John Foster, Roy Charman, Norman Bolland, Brian Marshall, Charles Schmitz, Richard Raguse, Chris Large – Superman

## 1980er-Jahre
1980
Derrick Leather, Jim Shields, Bill Rowe – Alien – Das unheimliche Wesen aus einer fremden Welt (Alien)
James Sabat, Dan Sable, Jack Higgins – Manhattan
Nathan Boxer, Richard P. Cirincione, Walter Murch – Apocalypse Now
C. Darin Knight, James J. Klinger, Richard Portman – Die durch die Hölle gehen (The Deer Hunter)
1981
Christopher Newman, Les Wiggins, Michael J. Kohut – Fame – Der Weg zum Ruhm (Fame)
Maurice Schell, Christopher Newman, Dick Vorisek – Hinter dem Rampenlicht (All That Jazz)
Jean-Louis Ducarme, Jacques Maumont, Michelle Nenny – Don Giovanni
James E. Webb, Chris McLaughlin, Kay Rose, Theodore Soderberg – The Rose
Peter Sutton, Ben Burtt, Bill Varney – Das Imperium schlägt zurück (Star Wars Episode V: The Empire Strikes Back)
1982
Don Sharpe, Ivan Sharrock, Bill Rowe – Die Geliebte des französischen Leutnants (The French Lieutenant’s Woman)
Clive Winter, Bill Rowe, Jim Shields – Die Stunde des Siegers (Chariots of Fire)
Gordon Ecker, James R. Alexander, Richard Portman, Roger Heman junior – Nashville Lady (Coal Miner’s Daughter)
Roy Charman, Ben Burtt, Bill Varney – Jäger des verlorenen Schatzes (Raiders of the Lost Ark)
1983
James Guthrie, Eddy Joseph, Clive Winter, Graham V. Hartstone, Nicolas Le Messurier – The Wall (Pink Floyd The Wall)
Peter Pennell, Bud Alper, Graham V. Hartstone, Gerry Humphreys – Blade Runner
Charles L. Campbell, Gene S. Cantamessa, Robert Knudson, Robert J. Glass, Don Digirolamo – E.T. – Der Außerirdische (E.T. the Extra-Terrestrial)
Jonathan Bates, Simon Kaye, Gerry Humphreys, Robin O’Donoghue – Gandhi
1984
Willie D. Burton, Michael J. Kohut, William L. Manger – WarGames – Kriegsspiele (WarGames)
James E. Webb, Robert Knudson, Robert J. Glass, Don Digirolamo – Flashdance
Ben Burtt, Tony Dawe, Gary Summers – Die Rückkehr der Jedi-Ritter (Star Wars Episode VI: Return of the Jedi)
Cesare D’Amico, Jean-Louis Ducarme, Claude Villand, Federico Savina – La Traviata
1985
Ian Fuller, Clive Winter, Bill Rowe – The Killing Fields – Schreiendes Land (The Killing Fields)
Carlos Faruolo, Alfonso Marcos, Antonio Illán – Carmen
Ivan Sharrock, Gordon K. McCallum, Les Wiggins, Roy Baker – Greystoke – Die Legende von Tarzan, Herr der Affen (Greystoke: The Legend of Tarzan, Lord of the Apes)
Ben Burtt, Simon Kaye, Laurel Ladevich – Indiana Jones und der Tempel des Todes (Indiana Jones and the Temple of Doom)
1986
John Nutt, Christopher Newman, Mark Berger – Amadeus
Hugues Darmois, Harald Maury, Dominique Hennequin, Bernard Leroux – Carmen
Jonathan Bates, Christopher Newman, Gerry Humphreys – A Chorus Line
Edward Beyer, Jack C. Jacobsen, David Carroll – Cotton Club (The Cotton Club)
1987
Tom McCarthy Jr., Peter Handford, Chris Jenkins – Jenseits von Afrika (Out of Africa)
Don Sharpe, Roy Charman, Graham V. Hartstone – Aliens – Die Rückkehr (Aliens)
Ian Fuller, Bill Rowe, Clive Winter – Mission (The Mission)
Tony Lenny, Ray Beckett, Richard King – Zimmer mit Aussicht (A Room with a View)
1988
Jonathan Bates, Simon Kaye, Gerry Humphreys – Schrei nach Freiheit (Cry Freedom)
Nigel Galt, Edward Tise, Andy Nelson – Full Metal Jacket
Ron Davis, Peter Handford, John Hayward – Hope and Glory
Robert Hein, James Sabat, Lee Dichter – Radio Days
1989
Charles L. Campbell, Louis L. Edemann, Robert Knudson, Tony Dawe – Das Reich der Sonne (Empire of the Sun)
Alan Robert Murray, Robert G. Henderson, Willie D. Burton, Les Fresholtz – Bird
Bill Phillips, Clive Winter, Terry Porter – Good Morning, Vietnam
Ivan Sharrock, Bill Rowe, Les Wiggins – Der letzte Kaiser (The Last Emperor)

## 1990er-Jahre
1990
Bill Phillips, Danny Michael, Robert J. Litt, Elliot Tyson, Rick Kline – Mississippi Burning – Die Wurzel des Hasses (Mississippi Burning)
Don Sharpe, Tony Dawe, Bill Rowe – Batman
Campbell Askew, David Crozier, Robin O’Donoghue – Henry V. (Henry V)
Richard Hymns, Tony Dawe, Ben Burtt, Gary Summers, Shawn Murphy – Indiana Jones und der letzte Kreuzzug (Indiana Jones and the Last Crusade)
1991
J. Paul Huntsman, Stephan von Hase, Chris Jenkins, Gary Alexander, Doug Hemphill – Die fabelhaften Baker Boys (The Fabulous Baker Boys)
Dennis Drummond, Thomas Causey, Chris Jenkins, David E. Campbell, Doug Hemphill – Dick Tracy
Cecilia Häll, George Watters II, Richard Bryce Goodman, Don J. Bassman – Jagd auf Roter Oktober (The Hunt for Red October)
Randy Thom, Richard Hymns, Jon Huck, David Parker – Wild at Heart – Die Geschichte von Sailor und Lula (Wild at Heart)
1992
Lee Orloff, Tom Johnson, Gary Rydstrom, Gary Summers – Terminator 2 – Tag der Abrechnung (Terminator 2: Judgment Day)
Clive Winter, Eddy Joseph, Andy Nelson, Tom Perry, Steve Pederson – Die Commitments (The Commitments)
Jeffrey Perkins, Bill W. Benton, Gregory H. Watkins, Russell Williams II – Der mit dem Wolf tanzt (Dances with Wolves)
Skip Lievsay, Christopher Newman, Tom Fleischman – Das Schweigen der Lämmer (The Silence of the Lambs)
1993
Tod A. Maitland, Wylie Stateman, Michael D. Wilhoit, Michael Minkler, Gregg Landaker – JFK – Tatort Dallas (JFK)
Simon Kaye, Lon Bender, Larry Kemp, Paul Massey, Doug Hemphill, Mark Smith, Chris Jenkins – Der letzte Mohikaner (The Last of the Mohicans)
Antony Gray, Ben Osmo, Roger Savage, Ian McLoughlin, Phil Judd – Strictly Ballroom – Die gegen alle Regeln tanzen (Strictly Ballroom)
Alan Robert Murray, Walter Newman, Rob Young, Les Fresholtz, Vern Poore, Rick Alexander – Erbarmungslos (Unforgiven)
1994
John Leveque, Bruce Stambler, Becky Sullivan, Scott D. Smith, Donald O. Mitchell, Michael Herbick, Frank A. Montaño – Auf der Flucht (The Fugitive)
Richard Hymns, Ron Judkins, Gary Summers, Gary Rydstrom, Shawn Murphy – Jurassic Park
Lee Smith, Tony Johnson, Gethin Creagh – Das Piano (The Piano)
Charles L. Campbell, Louis L. Edemann, Robert Jackson, Ron Judkins, Andy Nelson, Steve Pederson, Scott Millan – Schindlers Liste (Schindler’s List)
1995
Stephen Hunter Flick, Gregg Landaker, Steve Maslow, Bob Beemer, David MacMillan – Speed
Glenn Freemantle, Chris Munro, Robin O’Donoghue – Backbeat
Terry Porter, Mel Metcalfe, David J. Hudson, Doc Kane – Der König der Löwen (The Lion King)
Stephen Hunter Flick, Ken King, Rick Ash, Dean A. Zupancic – Pulp Fiction
1996
Per Hallberg, Lon Bender, Brian Simmons, Andy Nelson, Scott Millan, Anna Behlmer – Braveheart
David MacMillan, Rick Dior, Scott Millan, Steve Pederson – Apollo 13
Jim Shields, David John, Graham V. Hartstone, John Hayward, Michael A. Carter – James Bond 007 – GoldenEye (GoldenEye)
Christopher Ackland, David Crozier, Robin O’Donoghue – King George – Ein Königreich für mehr Verstand (The Madness of King George)
1997
Jim Greenhorn, Toivo Lember, Livia Ruzic, Roger Savage, Gareth Vanderhope – Shine – Der Weg ins Licht (Shine)
Mark Berger, Pat Jackson, Walter Murch, Christopher Newman, David Parker, Ivan Sharrock – Der englische Patient (The English Patient)
Anna Behlmer, Eddy Joseph, Andy Nelson, Ken Weston, Nigel Wright – Evita
Bob Beemer, Bill W. Benton, Chris Carpenter, Sandy Gendler, Val Kuklowsky, Jeff Wexler – Independence Day
1998
Terry Rodman, Roland N. Thai, Kirk Francis, Andy Nelson, Anna Behlmer, John Leveque – L.A. Confidential
Gary Rydstrom, Tom Johnson, Gary Summers, Mark Ulano – Titanic
Alistair Crocker, Adrian Rhodes, Ian Wilson – Ganz oder gar nicht (The Full Monty)
Gareth Vanderhope, Rob Young, Roger Savage – William Shakespeares Romeo + Julia (Romeo + Juliet)
1999
Gary Rydstrom, Ron Judkins, Gary Summers, Andy Nelson, Richard Hymns – Der Soldat James Ryan (Saving Private Ryan)
Nigel Heath, Julian Slater, David Crozier, Ray Merrin, Graham Daniel – Hilary & Jackie (Hilary and Jackie)
Peter Lindsay, Rodney Glenn, Ray Merrin, Graham Daniel – Little Voice
Peter Glossop, John Downer, Robin O’Donoghue, Dominic Lester – Shakespeare in Love

## 2000er-Jahre
2000
David Lee, John T. Reitz, Gregg Rudloff, David E. Campbell, Dane A. Davis – Matrix (The Matrix)
Scott Martin Gershin, Scott Millan, Bob Beemer, Richard Van Dyke – American Beauty
Ben Burtt, Tom Bellfort, John Midgley, Gary Rydstrom, Tom Johnson, Shawn Murphy – Star Wars: Episode I – Die dunkle Bedrohung (Star Wars Episode I: The Phantom Menace)
Martin Müller, Jerry Boys – Buena Vista Social Club
2001
Jeff Wexler, Doug Hemphill, Rick Kline, Paul Massey, Michael D. Wilhoit – Almost Famous – Fast berühmt (Almost Famous)
Mark Holding, Mike Prestwood Smith, Zane Hayward – Billy Elliot – I Will Dance (Billy Elliot)
Ken Weston, Scott Millan, Bob Beemer, Per Hallberg – Gladiator
Keith A. Wester, John T. Reitz, Gregg Rudloff, David E. Campbell, Wylie Stateman, Kelly Cabral – Der Sturm (The Perfect Storm)
Drew Kunin, Reilly Steele, Eugene Gearty, Robert Fernandez – Tiger and Dragon (Wòhǔ Cánglóng)
2002
Andy Nelson, Anna Behlmer, Roger Savage, Guntis Sics, Gareth Vanderhope, Antony Gray – Moulin Rouge
Chris Munro, Per Hallberg, Michael Minkler, Myron Nettinga, Karen M. Baker – Black Hawk Down
John Midgley, Eddy Joseph, Ray Merrin, Graham Daniel, Adam Daniel – Harry Potter und der Stein der Weisen (Harry Potter and the Philosopher’s Stone)
David Farmer, Hammond Peek, Christopher Boyes, Gethin Creagh, Michael Semanick, Ethan Van der Ryn, Mike Hopkins – Der Herr der Ringe: Die Gefährten (The Lord of the Rings: The Fellowship of the Ring)
Andy Nelson, Anna Behlmer, Wylie Stateman, Lon Bender – Shrek – Der tollkühne Held (Shrek)
2003
Michael Minkler, Dominick Tavella, David Lee, Maurice Schell – Chicago
Tom Fleischman, Ivan Sharrock, Eugene Gearty, Philip Stockton – Gangs of New York
Randy Thom, Dennis Leonard, John Midgley, Ray Merrin, Graham Daniel, Rick Kline – Harry Potter und die Kammer des Schreckens (Harry Potter and the Chamber of Secrets)
Ethan Van der Ryn, David Farmer, Mike Hopkins, Hammond Peek, Christopher Boyes, Michael Semanick, Michael Hedges – Der Herr der Ringe: Die zwei Türme (The Lord of the Rings: The Two Towers)
Jean-Marie Blondel, Dean Humphreys, Gérard Hardy – Der Pianist (The Pianist)
2004
Richard King, Doug Hemphill, Paul Massey, Art Rochester – Master & Commander – Bis ans Ende der Welt (Master and Commander: The Far Side of the World)
Eddy Joseph, Ivan Sharrock, Walter Murch, Mike Prestwood, Smith Matthew Gough – Unterwegs nach Cold Mountain (Cold Mountain)
Michael Minkler, Myron Nettinga, Wylie Stateman, Mark Ulano – Kill Bill – Volume 1 (Kill Bill: Vol. 1)
Ethan Van der Ryn, Mike Hopkins, David Farmer, Christopher Boyes, Michael Hedges, Michael Semanick, Hammond Peek – Der Herr der Ringe: Die Rückkehr des Königs (The Lord of the Rings: The Return of the King)
Christopher Boyes, George Watters II, Lee Orloff, David Parker, David E. Campbell – Fluch der Karibik (Pirates of the Caribbean: The Curse of the Black Pearl)
2005
Karen M. Baker, Per Hallberg, Steve Cantamessa, Scott Millan, Greg Orloff, Bob Beemer – Ray
Philip Stockton, Eugene Gearty, Petur Hliddal, Tom Fleischman – Aviator (The Aviator)
Elliott Koretz, Lee Orloff, Michael Minkler, Myron Nettinga – Collateral
Jing Tao, Roger Savage – House of Flying Daggers (Shí Miàn Mái Fú)
Paul N.J. Ottosson, Kevin O’Connell, Greg P. Russell, Jeffrey J. Haboush – Spider-Man 2
2006
Paul Massey, Doug Hemphill, Peter F. Kurland, Donald Sylvester – Walk the Line
David Evans, Stefan Henrix, Peter Lindsa – Batman Begins
Joakim Sundström, Stuart Wilson, Mike Prestwood, Smith Sven Taits – Der ewige Gärtner (The Constant Gardener)
Richard Van Dyke, Sandy Gendler, Adam Jenkins, Marc Fishman – L.A. Crash (Crash)
Hammond Peek, Christopher Boyes, Mike Hopkins, Ethan Van der Ryn – King Kong
2007
Chris Munro, Eddy Joseph, Mike Prestwood Smith, Martin Cantwell, Mark Taylor – James Bond 007: Casino Royale
José Antonio García, Jon Taylor, Christian P. Minkler, Martín Hernández – Babel
Martín Hernández, Jaime Baksht, Miguel Ángel Polo – Pans Labyrinth (El laberinto del Fauno)
Christopher Boyes, George Watters II, Paul Massey, Lee Orloff – Pirates of the Caribbean – Fluch der Karibik 2 (Pirates of the Caribbean: Dead Man’s Chest)
Chris Munro, Mike Prestwood Smith, Doug Cooper, Oliver Tarney, Eddy Joseph – Flug 93 (United 93)
2008
Kirk Francis, Scott Millan, Dave Parker, Karen Baker Landers, Per Hallberg – Das Bourne Ultimatum (The Bourne Ultimatum)
Danny Hambrook, Paul Hamblin, Catherine Hodgson – Abbitte (Atonement)
Peter F. Kurland, Skip Lievsay, Craig Berkey, Greg Orloff – No Country for Old Men
Christopher Scarabosio, Matthew Wood, John Pritchett, Michael Semanick, Tom Johnson – There Will Be Blood
Laurent Zeilig, Pascal Villard, Jean-Paul Hurier, Marc Doisne – La vie en rose (La môme)
2009
Glenn Freemantle, Resul Pookutty, Richard Pryke, Tom Sayers, Ian Tapp – Slumdog Millionär
Walt Martin, Alan Robert Murray, John T. Reitz, Gregg Rudloff – Der fremde Sohn (Changeling)
Lora Hirschberg, Richard King, Ed Novick, Gary Rizzo – The Dark Knight
Jimmy Boyle, Eddy Joseph, Chris Munro, Mike Prestwood Smith, Mark Taylor – Ein Quantum Trost (Quantum of Solace)
Ben Burtt, Tom Myers, Michael Semanick, Matthew Wood – WALL·E – Der Letzte räumt die Erde auf (WALL-E)

## 2010er-Jahre
2010
Ray Beckett, Paul N. J. Ottosson, Craig Stauffer – Tödliches Kommando – The Hurt Locker (The Hurt Locker)
Christopher Boyes, Gary Summers, Andy Nelson, Tony Johnson, Addison Teague – Avatar – Aufbruch nach Pandora (Avatar)
Brent Burge, Chris Ward, Dave Whitehead, Michael Hedges, Ken Saville – District 9
Tom Myers, Michael Silvers, Michael Semanick – Oben (Up)
Peter J. Devlin, Andy Nelson, Anna Behlmer, Mark Stoeckinger, Ben Burtt – Star Trek
2011
Richard King, Lora Hirschberg, Gary A. Rizzo, Ed Novick – Inception
Glenn Freemantle, Ian Tapp, Richard Pryke, Steven C. Laneri, Douglas Cameron – 127 Hours
Ken Ishii, Craig Henighan, Dominick Tavella – Black Swan
John Midgley, Lee Walpole, Paul Hamblin, Martin Jensen – The King’s Speech
Skip Lievsay, Craig Berkey, Greg Orloff, Peter F. Kurland, Douglas Axtell – True Grit
2012
Philip Stockton, Eugene Gearty, Tom Fleischman, John Midgley – Hugo Cabret (Hugo)
Nadine Muse, Gérard Lamps, Michael Krikorian – The Artist
John Casali, Howard Bargroff, Doug Cooper, Stephen Griffiths, Andy Shelley – Dame, König, As, Spion (Tinker Tailor Soldier Spy)
Stuart Wilson, Gary Rydstrom, Andy Nelson, Tom Johnson, Richard Hymns – Gefährten (War Horse)
James Mather, Stuart Wilson, Stuart Hilliker, Mike Dowson, Adam Scrivener – Harry Potter und die Heiligtümer des Todes: Teil 2 (Harry Potter and the Deathly Hallows: Part 2)
2013
Simon Hayes, Andy Nelson, Mark Paterson, Jonathan Allen, Lee Walpole, John Warhurst – Les Misérables
Mark Ulano, Michael Minkler, Tony Lamberti, Wylie Stateman – Django Unchained
Tony Johnson, Christopher Boyes, Michael Hedges, Michael Semanick, Brent Burge, Chris Ward – Der Hobbit – Eine unerwartete Reise (The Hobbit: An Unexpected Journey)
Drew Kunin, Eugene Gearty, Philip Stockton, Ron Bartlett, Doug Hemphill – Life of Pi: Schiffbruch mit Tiger (Life of Pi)
Stuart Wilson, Scott Millan, Greg P. Russell, Per Hallberg, Karen Baker Landers – James Bond 007 – Skyfall (Skyfall)
2014
Glenn Freemantle, Skip Lievsay, Christopher Benstead, Niv Adiri, Chris Munro – Gravity
Richard Hymns, Steve Boeddeker, Brandon Proctor, Micah Bloomberg, Gillian Arthur – All Is Lost
Chris Burdon, Mark Taylor, Mike Prestwood Smith, Chris Munro, Oliver Tarney – Captain Phillips
Danny Hambrook, Martin Steyer, Stefan Korte, Markus Stemler, Frank Kruse – Rush – Alles für den Sieg (Rush)
Peter F. Kurland, Skip Lievsay, Greg Orloff – Inside Llewyn Davis
2015
Thomas Curley, Craig Mann, Ben Wilkins – Whiplash
Bub Asman, Walt Martin, Alan Robert Murray, John T. Reitz, Gregg Rudloff – American Sniper
Aaron Glascock, Martín Hernández, Frank A. Montaño, Jon Taylor, Thomas Varga – Birdman oder (Die unverhoffte Macht der Ahnungslosigkeit) (Birdman or (The Unexpected Virtue of Ignorance))
Stuart Hilliker, Martin Jensen, John Midgley, Lee Walpole – The Imitation Game – Ein streng geheimes Leben (The Imitation Game)
Wayne Lemmer, Christopher Scarabosio, Pawel Wdowczak – Grand Budapest Hotel (The Grand Budapest Hotel)
2016
Lon Bender, Chris Duesterdiek, Martin Hernandez, Frank A. Montaño, Jon Taylor, Randy Thom – The Revenant – Der Rückkehrer (The Revenant)
David Acord, Andy Nelson, Christopher Scarabosio, Stuart Wilson, Matthew Wood – Star Wars: Das Erwachen der Macht (Star Wars: The Force Awakens)
Scott Hecker, Chris Jenkins, Mark A. Mangini, Ben Osmo, Gregg Rudloff, David White – Mad Max: Fury Road
Richard Hymns, Drew Kunin, Andy Nelson, Gary Rydstrom – Bridge of Spies – Der Unterhändler (Bridge of Spies)
Paul Massey, Mac Ruth, Oliver Tarney, Mark Taylor – Der Marsianer – Rettet Mark Watney (The Martian)
2017
Sylvain Bellemare, Claude La Haye, Bernard Gariépy Strobl – Arrival
Niv Adiri, Glenn Freemantle, Simon Hayes, Andy Nelson, Ian Tapp – Phantastische Tierwesen und wo sie zu finden sind (Fantastic Beasts and Where to Find Them)
Peter Grace, Robert Mackenzie, Kevin O’Connell, Andy Wright – Hacksaw Ridge – Die Entscheidung (Hacksaw Ridge)
Mildred Iatrou Morgan, Ai-Ling Lee, Steven A. Morrow, Andy Nelson – La La Land
Dror Mohar, Mike Prestwood Smith, Wylie Stateman, Renée Tondelli, David Wyman – Deepwater Horizon
2018
Alex Gibson, Richard King, Gregg Landaker, Gary A. Rizzo, Mark Weingarten – Dunkirk
Tim Cavagin, Mary H. Ellis, Dan Morgan, Jeremy Price, Julian Slater – Baby Driver
Ron Bartlett, Theo Green, Doug Hemphill, Mark A. Mangini, Mac Ruth – Blade Runner 2049
Christian Cooke, Nelson Ferreira, Glen Gauthier, Nathan Robitaille, Brad Zoern – Shape of Water – Das Flüstern des Wassers (The Shape of Water)
Ren Klyce, David Parker, Michael Semanick, Stuart Wilson, Matthew Wood – Star Wars: Die letzten Jedi (Star Wars: The Last Jedi)
2019
John Casali, Tim Cavagin, Nina Hartstone, Paul Massey und John Warhurst – Bohemian Rhapsody
Erik Aadahl, Michael Barosky, Brandon Proctor, Ethan Van der Ryn – A Quiet Place
Mary H. Ellis, Mildred Iatrou Morgan, Ai-Ling Lee, Frank A. Montaño und Jon Taylor – Aufbruch zum Mond (First Man)
Gilbert Lake, James H. Mather, Chris Munro, Mike Prestwood Smith – Mission: Impossible – Fallout
Steven A. Morrow, Alan Robert Murray, Jason Ruder, Tom Ozanich und Dean A. Zupancic – A Star Is Born

## 2020er-Jahre
2020
Scott Millan, Oliver Tarney, Rachael Tate, Mark Taylor, Stuart Wilson – 1917
- Tod A. Maitland, Alan Robert Murray, Tom Ozanich, Dean A. Zupancic – Joker
- David Giammarco, Paul Massey, Steven A. Morrow, Donald Sylvester – Le Mans 66 – Gegen jede Chance (Ford vs. Ferrari)
- Matthew Collinge, John Hayes, Mike Prestwood Smith, Danny Sheehan – Rocketman
- David Acord, Andy Nelson, Christopher Scarabosio, Stuart Wilson, Matthew Wood – Star Wars: Der Aufstieg Skywalkers (Star Wars: The Rise Of Skywalker)

2021
Jaime Baksht, Nicolas Becker, Phillip Bladh, Carlos Cortés, Michelle Couttolenc – Sound of Metal
- Beau Borders, Christian P. Minkler, Michael Minkler, Warren Shaw, David Wyman – Greyhound – Schlacht im Atlantik (Greyhound)
- Sergio Díaz, Zach Seivers, M. Wolf Snyder – Nomadland
- Coya Elliott, Ren Klyce, David Parker – Soul
- Michael Fentum, William Miller, Mike Prestwood Smith, John Pritchett, Oliver Tarney – Neues aus der Welt (News of the World)

2022
Mac Ruth, Mark Mangini, Doug Hemphill, Theo Green, Ron Bartlett – Dune
- Erik Aadahl, Michael Barosky, Brandon Proctor, Ethan Van Der Ryn – A Quiet Place 2 (A Quiet Place: Part II)
- Brian Chumney, Tod Maitland, Andy Nelson, Gary Rydstrom – West Side Story
- James Harrison, Simon Hayes, Paul Massey, Oliver Tarney, Mark Taylor – James Bond 007: Keine Zeit zu sterben (No Time to Die)
- Colin Nicolson, Julian Slater, Tim Cavagin, Dan Morgan – Last Night in Soho

2023
Lars Ginzel, Frank Kruse, Viktor Prášil, Markus Stemler – Im Westen nichts Neues
- Deb Adair, Stephen Griffiths, Andy Shelley, Steve Single, Roland Winke – Tár
- Christopher Boyes, Michael Hedges, Julian Howarth, Gary Summers, Gwendolyn Yates Whittle – Avatar: The Way of Water
- Chris Burdon, James H. Mather, Al Nelson, Mark Taylor, Mark Weingarten – Top Gun: Maverick
- Michael Keller, David Lee, Andy Nelson, Wayne Pashley – Elvis

2024
Johnnie Burn und Tarn Willers – The Zone of Interest
- Angelo Bonanni, Tony Lamberti, Andy Nelson, Lee Orloff und Bernard Weiser – Ferrari
- Chris Burdon, James Mather, Chris Munro und Mark Taylor – Mission: Impossible – Dead Reckoning (Mission: Impossible – Dead Reckoning)
- Willie D. Burton, Richard King, Kevin O’Connell und Gary A. Rizzo – Oppenheimer
- Richard King, Steven A. Morrow, Tom Ozanich, Jason Ruder und Dean A. Zupancic – Maestro

2025
Ron Bartlett, Doug Hemphill, Gareth John und Richard King – Dune: Part Two
- Robin Baynton, Simon Hayes, John Marquis, Andy Nelson und Nancy Nugent Title – Wicked
- Stéphane Bucher, Matthew Collinge, Paul Massey und Danny Sheehan – Gladiator II
- John Casali, Paul Cotterell und James Harrison – Blitz
- Valerie Déloof, Victor Fleurant, Victor Praud, Stéphane Thiénbaut und Emmanuelle Villard – The Substance